# Phyto fernandezyepezi
Phyto fernandezyepezi är en tvåvingeart som beskrevs av Baez 1988. Phyto fernandezyepezi ingår i släktet Phyto och familjen gråsuggeflugor. Inga underarter finns listade i Catalogue of Life.